# Michel Hazanavicius
Michel Hazanavicius (París, 29 de març del 1967) és un director de cinema, productor i guionista francès especialment conegut per la seva pel·lícula de 2011 The Artist, amb la qual va guanyar els Oscars de 2011 a la millor pel·lícula i a la millor direcció.
La família de Michel Hazanavicius eren d'origen jueu de Lituània i Polònia establerts a França des de la dàcada de 1920. Abans de ser director de cinema, Hazanavicius treballà a la televisió començant en el Canal+.

## Filmografia
| Any  | Pel·lícula                                                   | Notes                             |
| ---- | ------------------------------------------------------------ | --------------------------------- |
| 1992 | Derrick contre Superman                                      | Curt de televisió                 |
| 1992 | Ca détourne                                                  | Telefilm                          |
| 1993 | La Classe américaine                                         | Telefilm                          |
| 1994 | C'est pas le 20 heures                                       | Sèrie de televisió                |
| 1996 | Les films qui sortent le lendemain dans les salles de cinéma | Sèrie documental                  |
| 1997 | Echec au capital                                             | Curtmetratge                      |
| 1999 | Mes amis                                                     |                                   |
| 2006 | OSS 117: El Caire, niu d'espies                              |                                   |
| 2009 | OSS 117: Perdut a Rio                                        |                                   |
| 2011 | The Artist                                                   |                                   |
| 2012 | Les Infidèles (episodi La Bonne Conscience)                  | Film col·lectiu                   |
| 2014 | The Search                                                   | Remake del film de Fred Zinnemann |
| 2017 | Le Redoutable                                                |                                   |
| 2020 | Le prince oublié                                             |                                   |
| 2022 | Coupez !                                                     |                                   |

## Premis i nominacions
| Premi              | Any  | Categoria            | Pel·lícula                      | Resultat  |
| ------------------ | ---- | -------------------- | ------------------------------- | --------- |
| Premis Oscar       | 2012 | Millor director      | The Artist                      | Guanyador |
| Premis Oscar       | 2012 | Millor guió original | The Artist                      | Nominat   |
| Premis Oscar       | 2012 | Millor edició        | The Artist                      | Nominat   |
| Premis BAFTA       | 2012 | Millor director      | The Artist                      | Guanyador |
| Premis BAFTA       | 2012 | Millor guió original | The Artist                      | Guanyador |
| Premis BAFTA       | 2012 | Millor edició        | The Artist                      | Nominat   |
| Festival de Canes  | 2011 | Palma d'Or           | The Artist                      | Nominat   |
| Premis Césars      | 2008 | Millor guió adaptat  | OSS 117: El Caire, niu d'espies | Nominat   |
| Premis Césars      | 2012 | Millor director      | The Artist                      | Guanyador |
| Premis Césars      | 2012 | Millor guió          | The Artist                      | Nominat   |
| Premis Césars      | 2012 | Millor edició        | The Artist                      | Nominat   |
| Premis Globus d'Or | 2012 | Millor director      | The Artist                      | Nominat   |
| Premis Globus d'Or | 2012 | Millor guió          | The Artist                      | Nominat   |